# Рублёвка (Башкортостан)
Рублевка (баш. Рублёвка) — деревня в Давлекановском районе Республики Башкортостан Российской Федерации. Входит в состав Бик-Кармалинского сельсовета.

## География

### Географическое положение
Расстояние до:
- районного центра (Давлеканово): 18 км,
- центра сельсовета (Бик-Кармалы): 6 км,
- ближайшей ж/д станции (Давлеканово): 18 км.

## Население
| 2002 | 2009 | 2010 |
| ---- | ---- | ---- |
| 114  | ↘112 | →112 |